# Рио-Майо
Рио-Майо (исп. Río Mayo) — город и муниципалитет в департаменте Рио-Сенгер провинции Чубут (Аргентина).

## История
Город назван в честь Грегорио Майо — одного из участников экспедиции «Стрелки Чубута». Он был основан в 1935 году.